# Xuchiatipa
Xuchiatipa är en ort i Mexiko.   Den ligger i kommunen Tlahuiltepa och delstaten Hidalgo, i den sydöstra delen av landet, 180 km norr om huvudstaden Mexico City. Xuchiatipa ligger 1 028 meter över havet och antalet invånare är 564.
Terrängen runt Xuchiatipa är huvudsakligen bergig, men åt sydost är den kuperad. Runt Xuchiatipa är det ganska glesbefolkat, med 39 invånare per kvadratkilometer. Närmaste större samhälle är Chapulhuacán, 16,0 km norr om Xuchiatipa. I omgivningarna runt Xuchiatipa växer i huvudsak blandskog.